# Klim Chipenko
Klim Alekseevitch Chipenko (em russo:  Клим Алексеевич Шипенко; Moscou, 16 de junho de 1983), é um diretor, roteirista, ator e produtor da Rússia.

## Carreira

### Filme no espaço
Klim Chipenko planejou filmar porções de seu filme de ficção científica a bordo da Estação Espacial Internacional. Será a segunda dramatização e o primeiro longa feito no espaço. Atualmente o projeto é chamado de "O Desafio" (em russo:  Вызов, transl. Vyzov) e foi filmado entre a decolagem da Soyuz MS-19 e o pouso da Soyuz MS-18. O primeiro drama, como curta-metragem, filmado no espaço foi Apogee of Fear, de 2008. Foi uma corrida com Tom Cruise e Doug Liman para a realização do primeiro longa no espaço. Na ISS Klim Chipenko foi encarregado da câmera, iluminação, gravação de som e maquiagem. O equipamento de filmagem foi lançado na Progress MS-18. Dubrov e Vande Hei ajudaram na filmagem. A tripulação do projeto retornou no dia 17 de outubro de 2021.

## Filmografia

### Como diretor
- Night Express (2006)
- White Night (2006)
- Neproshchennye (2009)
- 1000 Kilometers from My Life (2010)
- Vsyo prosto (2012)
- Love Does Not Love (2014)
- The Nerd's Confession (2016)
- Salyut 7 (2017)
- Text (2019)[12][13][14][15]
- Serf (2019)
- Dezembro (2021)
- Vyzov (2022)

### Como roteirista
- Night Express (2006)
- White Night (2006)
- Neproshchennye (2009)
- 1000 Kilometers from My Life (2010)
- Vsyo prosto (2012)
- Love Does Not Love (2014)
- Salyut 7 (2017)
- Dezembro (2021)

### Como ator
- Neproshchennye (2009)
- Vsyo prosto (2012)
- Salyut 7 (2017)

### Como produtor
- White Night (2006)
- Night Express (2006)
- Vsyo prosto (2012)

## Ligação externa
- Klim Shipenko. no IMDb.
- Tourist Biography: Klim Shipenko